# 苏云金芽孢杆菌
苏云金芽孢杆菌（學名：Bacillus thuringiensis，专著中简称为Bt），又稱苏力菌，是革兰氏阳性的，芽孢杆菌属陆生习性的细菌。另外， 苏云金芽孢杆菌可寄生在一些蛾类和蝶类的幼虫上，甚至是植物表面。
苏云金芽孢杆菌由日本细菌学家石渡繁胤和德国科学家恩斯特·贝尔林纳（Ernst Berliner）分别在1901年和1911年独立发现。贝尔林纳是从患有叫做Schlaffsucht的疾病的地中海粉蛾幼虫中发现该菌，并用发现地德国圖林根（拉丁語Thuringia）命名。苏云金芽孢杆菌与蜡样芽孢杆菌和炭疽杆菌同属芽孢杆菌属，三种微生物的区别在于质粒的不同。与同属的其他成员一样，这三种杆菌需氧且可产生内孢子。
苏云金芽孢杆菌分泌出的由cry基因编码的，有杀虫活性的δ-毒素（或被称为杀虫晶体蛋白[ICP]）的蛋白结晶构成了内孢子。Cry蛋白对鳞翅目（如蛾与蝶）、双翅目（如苍蝇、蚊子）和鞘翅目（甲虫）有很大杀伤力。因此，可将苏云金芽孢杆菌发酵生产制成高效生物杀虫剂，或用cry基因制成防虫害的转基因产品。

## 害虫防治
苏云金芽孢杆菌的伴孢晶体蛋白生产出的杀虫剂，由于其窄谱杀虫活性，被广泛认为是环境友好的杀虫剂，对人体、野生生物、传粉昆虫和其它多数益虫几乎無害。比利时植物遗传系统公司在1985年首次报道开发出含cry基因的转基因烟草。1990年，中国农科院与江苏省农科院合作，成功地将苏云金芽孢杆菌伴孢晶体蛋白基因导入大面积推广的棉花品种中，证明已获得转基因抗棉鈴實夜蛾棉植株。
苏云金芽孢杆菌杀虫制剂常被用作液体喷射在作物上，药物必须被害虫食用才能发挥效用。溶液化的毒素在幼虫易受影响的中肠细胞膜上形成孔洞，导致害虫患败血病死亡。最新的研究表明，苏云金芽孢杆菌必须在幼虫的中肠细菌存在下才能进行杀虫活动。
苏云金芽孢杆菌的以色列亚种广泛用于杀灭孑孓（蚊子幼虫），该方法是蚊虫防治中的重要的环境友好方案。

## 遗传工程

### 用途
2000年，苏云金芽孢杆菌基因改造作物种植面积超过115,000 km²，占世界转基因作物耕种面积的19%，苏菌改造作物有可能取代33%的农药销售站。现在，每年有超过31,000 km²的苏菌改造作物取代传统的化学农药施用作物。

### 安全性
根据绿色和平组织欧洲分部的最新研究，苏菌毒素对小鼠肝脏可能有轻微损害。

### 问题所在
苏菌基因的表达会发生变化。若温度不理想，可能降低毒素产生，使植物易受侵蚀。更加严重地，毒素减少的晚季植物已被证明，会形成启动子的DNA甲基化。
毒素的持续使用会使普通害虫演化为抗性虫。已知小菜蛾对苏菌毒素的喷雾形式已有抗性。另一种可能的危险，如，转基因玉米与变异野草杂交，苏菌基因的抗性即有可能因食物链来到食草动物群落中。